# Arktaunon
Artaunon (altgriechisch ῎Αρταυνον), auch Arktaunon (altgriechisch ῎Αρκταυνον) ist bei Ptolemäus, Geographike Hyphegesis 2, 10, 14 der Name eines nicht näher bezeichneten Ortes im Innern der Germania magna mit den Koordinatenangaben 30°10' östliche Länge (etwa 10°10' nach Greenwich) und 50°00' nördliche Breite.

## Lokalisierung
Der Ortsname wurde zunächst, seit dem Humanismus, auf Würzburg bezogen. Später erst stellte die Forschung fest, dass zahlreiche Orte bei Ptolemäus weit nach Osten verschoben sind, so auch Novaesium, das sogar noch weiter östlich als Artaunon erscheint.
Eine spätere Lesart als ῎Αρκταυνον (= ähnlich arx tauni) ließ an die Erwähnung eines Kastells in monte Tauno bei Tacitus denken, weshalb der Ort bei Friedberg oder auf der Saalburg vermutet wurde. Im Jahr 1919 wurde diese Lesart verworfen. Eine weitere Schwierigkeit bestand in der Tatsache, dass der Name Taunus erst im 19. Jahrhundert auf das Gebirge übertragen wurde, das im Mittelalter schlicht die Höh' genannt wurde. Ob die antiken Schriftquellen das gleiche Gebirge meinten, ist umstritten.
Allgemein durchgesetzt hat sich der Konsens, Artaunon mit dem Heidetränk-Oppidum bei Oberursel gleichzusetzen. Letztlich wird man darüber aber keine vollkommene Sicherheit erlangen. Es gilt auch zu bedenken, dass die dortigen Anlagen zur Zeit, als Ptolemaeus sein Werk verfasste, längst verlassen waren, wahrscheinlich sogar bereits vor der Ankunft der Römer. Sprachlich könnte sich der Name herleiten von  keltisch are (= an, bei, vor). Die Herkunft des Gebirgsnamens aus dem Keltischen ist damit allerdings nicht bewiesen.